# Бидайык (Северо-Казахстанская область)
Бидайы́к (каз. Бидайық; до 2009 года — Бидайыкское) — село в Уалихановском районе Северо-Казахстанской области Казахстана. Административный центр Бидайыкского сельского округа. Код КАТО — 596435100. 
Вблизи села проходит автомобильная дорога А-13 «Кокшетау — Бидайык (казахстанско-российская граница)».

## Население
В 1999 году население села составляло 1277 человек (653 мужчины и 624 женщины). По данным переписи 2009 года в селе проживало 1216 человек (607 мужчин и 609 женщин). Совхоз Бидаикский был образован в 1954 году.
С Украины, России приехали комсомольцы для освоение залежных земель. Целинная эпопея взрастила своих героев: Линник К. Г., Хабло И. К., Стебле П., Луценко С. С. здесь родился и шагнул в большое искусство заслуженный артист Казахстана и бывшего СССР Ермек Серкебаев.
Первыми жилищами целинников были: палатки, шалаши, землянки. Строительство домов началась в 1955 году.
Первый житель Бидаикского совхоза Тапалов Мурсал.
Первые улицы совхоза названы в честь первоцелинников: Полтавская, Целинная, Комсомольская.
У истоков становления Бидаикского совхоза стояли такие руководители как: Яворский Б. В., Стрельников Б. Е.
Большой вклад внес в развитие совхозного производства Егоров И. М. с его именем связано внедрение в полеводство передовых приемов возделывания зерновых и кормовых культур. Под его руководством совхоз добился почетного звания «Хозяйства высокой культуры и земледелия» и в 1974 г. В связи с 20 – летием освоения целинных земель Указом Президиума Верховного Совета СССР совхоз Бидаикский был награжден Орденом Ленина.
Механизатор совхоза Хабло П. К. был удостоен высокого звания Героя Социалистического Труда.
Бидаик размещен в северной части Уалихановского района, Северо – Казахстанской области. Бидаик находится в 55 км. от райцентра с. Кишкенеколь, в 400 км. от областного центра города Петропавловска, 270 км. от г. Кокшетау и в 130 км. от города Омска Российской Федерации.
На юге Бидаик граничит с землями Актуйесайского сельского округа, на северо – западе с землями Одесского района Омской области Российской Федерации.
Население села составляет около 1400 человек. Есть средняя школа в которой обучается 270 учащихся. В селе Бидаик действует сельская врачебная амбулатория, фито – санитарный пост, пограничная застава, транспортный пост и зарегистрированных магазинов – 9, кафе – 1.